# Tilleul argenté
Tilia tomentosa
Espèce
Classification phylogénétique
Répartition géographique
Statut de conservation UICN

 LC  : Préoccupation mineure

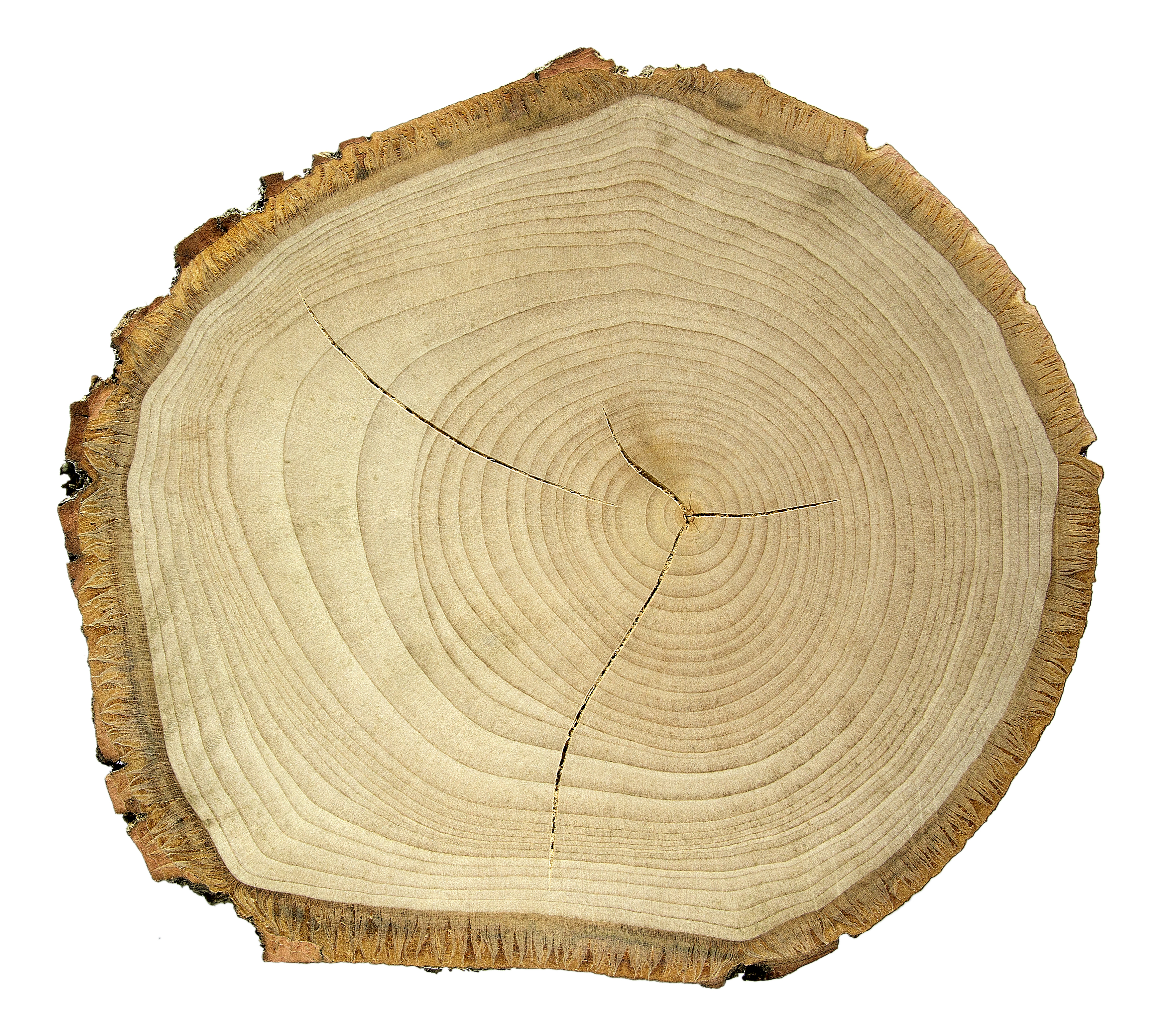
Tilia tomentosa - Muséum de Toulouse.

Le Tilleul argenté (Tilia tomentosa), encore appelé Tilleul de Hongrie, est une espèce d'arbre de la famille des  Tiliaceae, ou des Malvaceae, sous-famille des Tilioideae, selon la classification phylogénétique. C'est une espèce originaire de l'est du bassin méditerranéen. Résistant bien à la pollution, il est souvent employé comme arbre d'alignement dans les villes.

## Origine
Originaire des rives de la mer Noire et du Caucase, il est présent dans de nombreux parcs urbains.

## Description
Le Tilleul argenté peut atteindre 12 mètres à 20 ans, et 25 à 35 mètres de hauteur à l'âge adulte. Il a une croissance plus rapide que les autres tilleuls. Il est très résistant à la sécheresse et à la pollution.
Sa floraison a lieu fin juillet. Ses fleurs sont disposées en fausse ombelle par 2-6 sur une bractée foliacée.
Ses feuilles en forme de cœur oblique présentent une surface pubescente (tomenteuse, cotonneuse) et sont argentées sur le dessous.

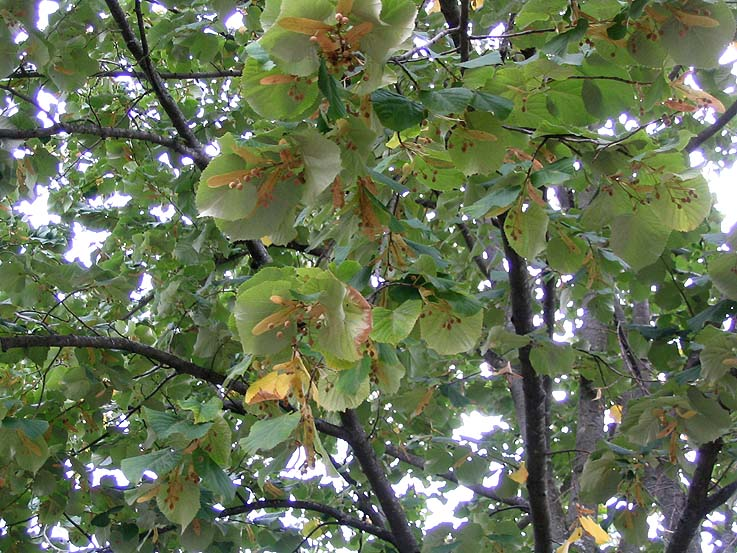
Un tilleul argenté (Tilia tomentosa), floraison.

### Cultivars
Le cultivar 'Brabant' présente un tronc fort, bien centré, une couronne symétrique et conique, ce qui en fait un arbre ornemental très répandu un peu partout en Europe.
Le cultivar 'Petiolaris' (pleureur) est différent par ses longs pétioles de 4–8 cm de long et ses feuilles retombantes ; il est stérile, son origine est inconnue. Ce pourrait être le résultat d'une hybridation avec une autre espèce de tilleul,.
Cultivé au Royaume-Uni, Tilia 'Petiolaris' a obtenu un Award of Garden Merit décerné par la Royal Horticultural Society.

### Utilisation et propriétés officinales
Ce sont celles de tous les tilleuls.
Les fleurs séchées, à propriétés sédatives, sont utilisées en tisane, seules ou en mélange. Les feuilles sont émollientes.
Une infusion à base de fleurs de T. tomentosa est antispasmodique, diaphorétique et sédative. Ces actions peuvent être attribuées à la présence d'éléments pharmacologiques actifs récepteurs de benzodiazepine (GABAaA récepteur).
Le macérat glycériné de Tilia tomentosa est une préparation homéopathique traditionnellement utilisée dans le traitement du stress, de la nervosité et des troubles du sommeil.

## Écotoxicité pour les apidés (bourdons, abeilles)
En Europe, à la floraison des Tilleuls argentés, on note parfois quantité de bourdons (du groupe de Bombus terrestris notamment) et d'abeilles morts sous les arbres.
Les fleurs de cette variété sont depuis plusieurs décennies souvent citées comme toxiques pour les abeilles.
L'abeille Apis mellifera carnica ne serait toutefois pas victime de la floraison du tilleul argenté qui fait partie de son environnement d'origine, les Carpates.
De tous les tilleuls, l'argenté est le plus riche en ces substances calmantes (des polyphénols et des huiles essentielles) qui font prendre ses fleurs en tisanes le soir avant de se coucher.
Selon Pierre Rasmont de l'Université de Mons (en Hainaut Belge), dans une note de synthèse sur la mortalité des butineurs de Tilia tomentosa en 2010, « les premiers rapports circonstanciés sur la question sont ceux de Madel (1977) et Pfiztner (1978) ».
- Pfiztner, en 1978, avait compté en une journée dans une allée de 102 tilleuls argentés à Linz, 250 bourdons et 358 abeilles domestiques morts au sol[13].
- Donath, en 1989, explique avoir en Allemagne (RDA) trouvé 3 893 abeilles et bourdons morts, très principalement sous Tilia tomentosa, mais aussi bien que moindrement sous les hybrides Tilia x euchlora, et plus rarement sous deux tilleuls indigènes, T. platyphyllos et T. cordata.[14]
- Mühlen et al. (1994) constatent que d'autres insectes sont touchés (228 "autres" insectes pour un total de 5 117 insectes morts, dont 532 abeilles domestiques et 4 557 bourdons).
- Illies, en 2005, compte (lors d'une étude expérimentale)  1 653 cadavres de bourdons et 284 d'abeilles domestiques sous Tilia tomentosa (contre 39 bourdons et 11 abeilles domestiques en dessous de Tilia platyphyllos et Tilia cordata)[15].

Ces chiffres démontrent que les bourdons sont plus vulnérables que les abeilles et que les autres insectes.
La cause exacte du phénomène est encore inconnue.
Selon P. Rasmont, les insectes trouvés mourants semblent en état d'inanition et les mortalités massives de bourdons ne sont observées que ponctuellement, géographiquement et dans le temps (ce qui pourrait faire évoquer un phénomène multifactoriel, éventuellement être lié au déclin général des pollinisateurs dans toute l'Europe,).
Après Kleefsman en 2002, Illies en 2005 postule que le Tilia tomentosa et son nectar pourraient n'être pas toxiques ; ces surmortalités ne révéleraient que des « situations de concurrence défavorables aux bourdons en fin de saison » (en l'absence de ressources alternatives ; l'échardonnage obligatoire priverait les insectes d'une quantité de pollen en été).
Il est cependant certain que cet arbre et sa plantation peuvent déjà conduire de « petites populations locales résiduelles » d'espèces du groupe de Bombus terrestris (B. terrestris, B. lucorum, B. magnus, B. cryptarum), toutes en forte voie de régression « à leur extinction pure et simple ». Ce pourquoi P. Rasmont déconseille fortement de planter Tilia tomentosa (et T. x euchlora) en Belgique et recommande « la coupe de ces arbres exotiques et leur remplacement de toute urgence par des essences indigènes ».
Une croyance très répandue prétend que le nectar de cette espèce renferme du mannose, qui peut être toxique pour certaines abeilles. Pour certains, cette allégation est incorrecte ; la vue d'abeilles comateuses trouvées sur le sol à l'époque de la floraison serait plutôt due à la rareté du nectar, en fin de saison, en zones urbaines.

## Arbres notables

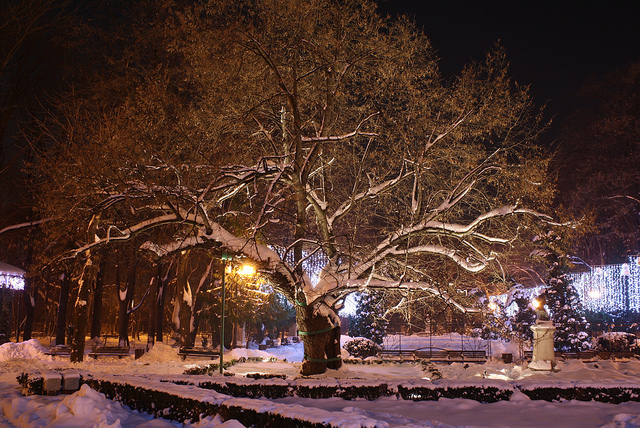
Le Tilleul d'Eminescu, Iaşi, Roumanie.

Le tilleul d'Eminescu (roumain : Teiul lui Eminescu) est un Tilleul argenté de 500 ans, (Tilia tomentosa Moench) situé  dans le parc Copou, à Iași, en Roumanie. Mihai Eminescu a écrit certaines de ses œuvres sous cet arbre, lui conférant le statut de monument naturel essentiel pour le pays et de site phare pour Iași.